# Teutonia lundbladi
Teutonia lundbladi är en kvalsterart som beskrevs av Hebeeb 1955. Teutonia lundbladi ingår i släktet Teutonia och familjen Teutoniidae. Inga underarter finns listade i Catalogue of Life.